# Selydove
Selydove (em ucraniano:  Селидове, em russo:  Селидово) é uma cidade da Ucrânia, situada no Oblast de Donetsk. Tem 10,8 km² de área e sua população em 2020 foi estimada em 22.276 habitantes.